# Illa de Mal de Ventre
L'Illa de Mal de Ventre és una illa situada a la costa oest de Sardenya. El seu nom original sard és Malu Entu, l’illa del Mal Vent, però durant el segle xix el procés de substitució lingüística forçada iniciat per la casa de Savoia i els piemontesos, comportà la italianització obligatòria i incorrecta de molta toponomàstica sarda. Per aquest motiu aquesta petita illa del mar de Sardenya rep actualment el nom d’Isola di Mal di Ventre en la majoria de cartes nàutiques.

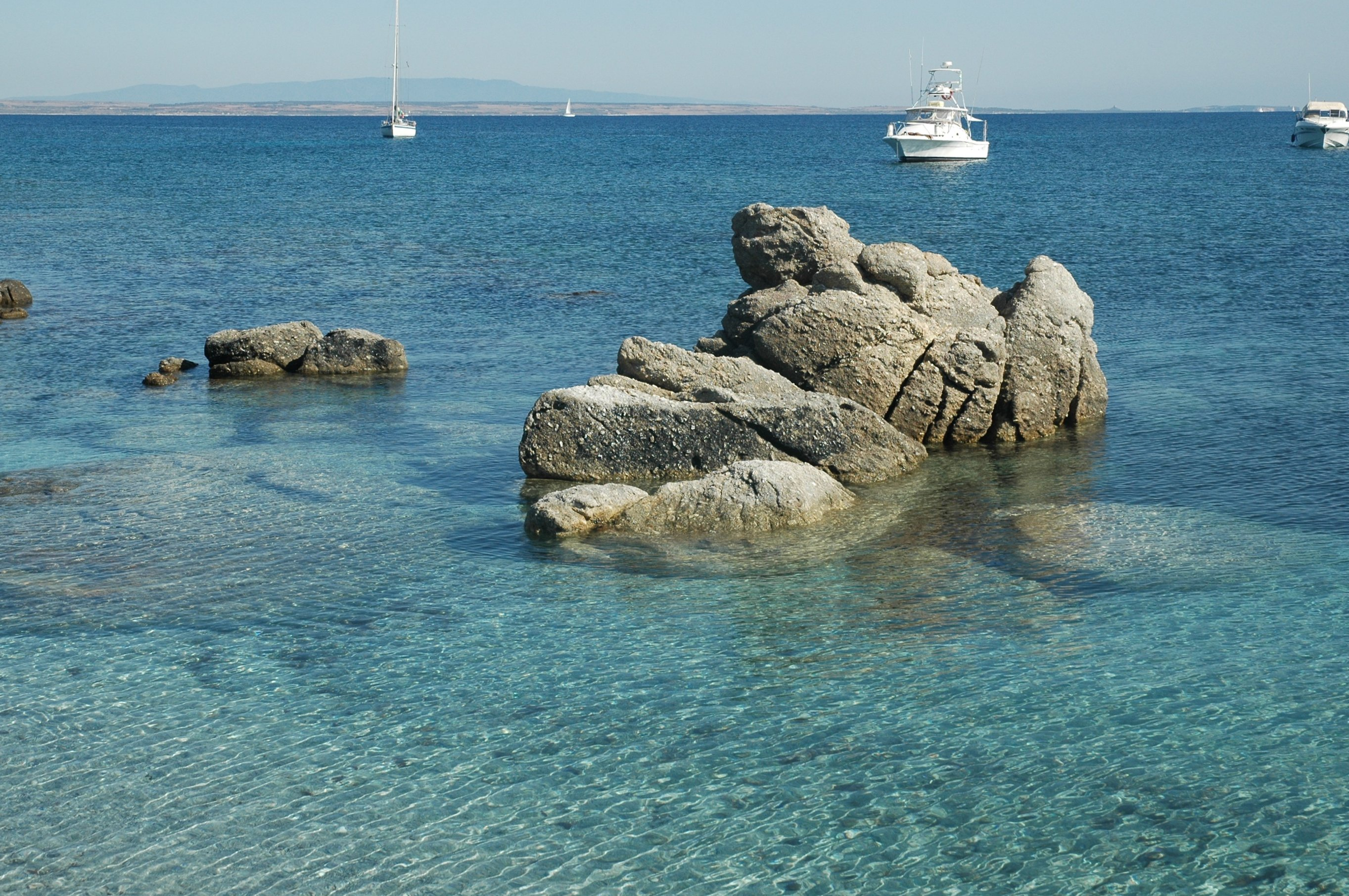
Costa de l'Illa de Malu Entu

L’illa és propera a la península del Sinis, a una distància aproximada de 5 milles marines i fa part de l’Àrea Marina Protegida de la península del Sinis – Illa de Mal de Ventre, té una superfície de 0,80 quilòmetres quadrats.
És una illa plana amb una màxima altitud de 18 metres sobre el nivell del mar. L'existència d'una surgent d'aigua dolça que permet sobreviure algunes espècies de petits mamífers, rèptils i volàtils.
Era conjuntament amb l'illa del Català base habitual dels pescadors algueresos, que arribaven a aquestes illetes per poder pescar llagosta i corall, i restaven durant llargs períodes a la zona gràcies a la presència d'aigua dolça a l'illa.
La costa oriental que mira vers Sardenya es presenta més sorrenca, amb algunes petites caletes que permeten l'arribada de les embarcacions. La costa occidental és més alta i rocosa, no permet desembarcar de manera segura i rep habitualment el vent de mestral de forma intensa. El fondal marí entorn de l'illa és força rocallós.